# 最低賃金 (韓国)
韓国の最低賃金（かんこくのさいていちんぎん）では、韓国における最低賃金について解説する。

韓国の最低賃金額と引き上げ率の変遷

韓国の最低賃金は、1988年から最低賃金額が適用されてきた。徐々に適用範囲が拡大し、2001年には、全ての労働者が対象となった。
2025年1月現在の最低賃金額は、時給10,030ウォン（約1,073円）である。
2026年1月からは時給10,320ウォン
ただし週休手当という有給休暇制度があって、実際の毎週あたりの収入にはこの影響が加わる。

## 最低賃金水準

OECD各国の実質最低賃金（時給,PPPUSD）

韓国の最低賃金はOECDの実質最低賃金の統計より、韓国の最低賃金水準を他国と比較した場合、以下のような水準となる。
- アメリカ合衆国ドル建て（2023年実質為替レート）の場合

2023年時点では、時給7.37ドルであり、OECD加盟国の中で、最低賃金制度のある30か国中14位であり、中位ランクであり、スロベニア（7.49ドル）とアメリカ（7.25ドル）の間である。また購買力平価で換算した場合、時給10.31ドルであり、30か国中13位と中位ランクであり、スロベニア（11.36ドル）とポーランド（10.15ドル）の間である。
- フルタイム労働者賃金に対する法定最低賃金の比率

2023年時点で中央賃金の場合は、0.610でありOECD加盟国の中で、30カ国中10位と上位ランクであり、イギリス（0.596）とほぼ同じ水準である。平均賃金の場合は、0.481でありOECD加盟国の中で、30カ国中8位とポルトガル（0.480）とほぼ同じ水準である。
- 1人当たりGDPに対しての比率

2023年時点では0.473であり、150カ国中70位であり、中の中ランクであり、日本(0.391)よりも高い。
これらの値より、他の先進諸国に比べて、最低賃金の金額（ドル換算）は低いものの、労働賃金に対しては、遜色のない水準である。
ただし、週休手当という有給休暇制度が大部分の労働者に適用されるため、実際にどれだけ働けたか(働かせてもらえたか)という事情を別とすれば、実際の時間当たりの水準では実質1割から2割以上である。

## 歴史的経緯

### 1988年以前（最低賃金制度実施前）
最低賃金制度が導入されたのは1953年であり、「勤労基準法」（日本の労働基準法に相当）が制定されたが、実施は1988年まで実施されなかった。
そして、韓国の経済が徐々に発展してきた1980年代に入り、実施を求める声が高まり、1986年に「最低賃金法」が制定された。1987年には、実際に毎年の最低賃金額を決める最低賃金委員会が発足し、1988年から最低賃金額が適用されてきた。

### 1988年（最低賃金制度実施後） - 2001年（全労働者制度適用）
当初は、10人以上の製造業企業で働く常用雇用労働者（以下、従業員という）のみであった。かつ、低賃金業種と高賃金業種に分け、業種によって、2本立ての最低賃金額のうち、いずれかが適用された。
1990年には、業種が関係なくなり、1999年には5人以上の企業へと適用拡大となり、2001年には、全ての労働者が対象となった。

### 2001年（全労働者制度適用）以降
全労働者が対象となった後も、最低賃金委員会で労使相互にお互い対立しながらも、労働者側に有利な形で、引き上げていった。
実際に、最低賃金の引き上げ率は2002年以降も、リーマン・ショックと金融危機の影響があった2009 - 2011年を除き、1 - 4 %前後で推移している消費者物価の上昇率を大きく上回る6 - 13 %台で推移していた。
2017年5月に文在寅大統領が就任すると、低所得層を中心に家計所得を増やす政策を唱え、重要な公約の1つとして2020年までに最低時給を1万ウォンにすることを掲げ、2018年は、昨年（7.3 %）よりも2倍以上の引き上げ率（16.4 %）で最低賃金が上昇した。16 %台で引き上げるのは、2001年（16.6 %）以来であり、17年ぶりであった。
この大幅な引き上げの背景には、輸出主導経済の行き詰まりと経済格差、財閥優遇に対する不満による多くの韓国国民の支持があった。そして、それらを問題視した張夏成政策室長、洪長杓経済主席秘書官という2人の学者出身者の存在による主導もあった。
張夏成は、経済格差を是正し、特に中小企業で働く従業員の賃金を引き上げるために、最低賃金引き上げと下請けに対する単価の切り下げなど下請けいじめへの規制を主張していた。
しかしながら、本来支持するはずであった中小企業・零細企業経営者からは、最低賃金引き上げに対して、人件費上昇による経営圧迫を理由に反対していた。しかし韓国政府は、事業主からの申請があれば実質的に賃金の補填をおこなう「イルチャリ（働き口）安定基金」を設けた上で、2018年1月から最低賃金の引き上げを強行した。
しかし、引き上げによる経済への悪影響が出てしまった。具体的に、以下のような形で出てしまった。
- 雇用情勢の悪化

2018年は、アルバイトの解雇や廃業に追い込まれた零細企業・自営業者が多かったことにより、就業者数が減少していった。特に、零細・自営業者の多い飲食・宿泊業などの就業者数は、大きく減少した。
- 所得格差の増大

所得下位20 %（第1分位）と所得下位20 - 40 %（第2分位）の所得が2003年の統計作成開始以降、最大幅の下落を示した。さらに上位20 %（第5分位）の第1分位に対する比率を示す5分位比率が5.95倍と、これも史上最大を記録した。
にもかかわらず、文在寅大統領はその直後の5月31日に開いた国家財政戦略会議において、引上げに対して肯定的発言をしてしまったこと、この発言の批判に対して、洪長杓経済主席秘書官が6月3日に記者へ向けて火消しに走ったが、効果はなかった。
結局、引上げの中心的人物であった洪長杓は同月26日に事実上更迭され、新たな経済主席秘書官には経済官僚出身である尹琮源（ユンジョンウォン）OECD大使が任命された。
2019年は、前年より引き上げ率は減ったものの、前年比10.9 %増の8,350ウォンにすることを決定してた。一方で、2018年の第4四半期になって急遽公共部門での短期雇用を拡大するなど、雇用対策に追われるようになった。
そうした中で、経済・財政省庁である企画財政部の長官で副総理も兼任する金東兗（キムドンウォン）が、最低賃金の急速な引き上げによる雇用への悪影響を再三指摘するようになった。金東兗副総理と、政策の維持を主張する張夏成政策室長のあいだの対立は激しくなり、2人の関係が修復不可能にまで悪化していることは広く知られるところとなった。ついに2018年11月9日に二人は同時に退陣することになった。
張夏成に代わる新たな政策室長には、社会主席秘書官であった金秀顕（キムスヒョン）が就任した。
就任後に行われた最低賃金委員会の議論で出した2020年の引き上げ率は、使用者側の案を採用し、1988年の制度開始以来3番目に低い約2.9 %と一転して抑制に転じた。更に、2021年は2019年コロナウイルス感染症流行の影響による経済の危機的な状況を反映して、制度開始以降最低の約1.5 %となった。
抑制に転じた背景の1つに、前述した雇用情勢の悪化と零細・中小企業の経営悪化を大幅な最低賃金引き上げによる負担の押し付けが原因であると指摘する保守勢力の存在が挙げられる。
そして、2022年は、2019年コロナウイルス感染症流行による経済の打撃から回復しつつあるとの判断により、約5.1%上昇 (上昇率根拠内訳:経済成長率[4.0 %]＋消費者物価上昇率[1.8 %]－就業者増加率[0.7 %]) と前年と全前年を上回る上昇率となった。
2026年の最低賃金額は、2025年4月から7月にかけて12回の全体会議を開催した上で、2008年以来17年ぶりに採択なしで労使合意で最低賃金額が決定している。最終的に、公益委員が示した上限を4.1％（経済成長率[0.8％]+消費者物価上昇率[1.8％]+就業者増加率[0.4％]+2021年比の2024年の消費者物価指数上昇率[11.4％]-2021年から2024年の最低賃金引き上げ率[9.5％]を引いた値）から下限1.8％（2025年の消費者物価上昇率の予測値）を示して最終的に引き上げ率約2.9%で決着した。

## 決定方式
最低賃金法第4条より、以下の要素を考慮して決定する。
- 勤労者の生計費
- 類似勤労者の賃金
- 労働生産性
- 所得分配率

等
そのため、第23条より、勤労者の生計費及び賃金実態等を毎年調査している。
最低賃金を決める例年のスケジュールは以下のようになっている。
毎年4月頃：最低賃金委員会が雇用労働部の諮問を受けて、審議を開始する。
7月頃：最低賃金案を雇用労働部に答申
8月頃：雇用労働部が最低賃金を5日までに決定し、雇用労働部長官が、翌年度に適用される最低賃金額が告示
翌年1月:最低賃金発効
最低賃金委員会:公労使各々9人の計27人で構成される。委員の任期は3年であり再任することができる。（最低賃金法第14条）委員長及び副委員長は、各々1人であり、公益委員のうちから委員会が選出する。（最低賃金法第15条）また、関係行政機関の公務員のうちから3人以内の特別委員を置くことができ、委員会の会議に出席して発言することができる。（最低賃金法第16条）。
例年では、労使の対立が激しく、元々労働者側が強いためか、経済危機の状況や2020年を除き、労働者側に寄った引き上げ率を提示している。

### 最低賃金決定制度の改編案
最低賃金制度改善研究会は2025年5月16日、最低賃金決定制度を見直した改編案を発表した。主な改編案の内容は、以下の通りである。
- 最低賃金委員会の規模縮小

現行の27人から案1の「専門家中心方式」（人数を15人まで縮小。専門家のみで委員会を構成する。）と案2の「労使公規模縮小方式」（人数を18人まで縮小。労使公の構成比率は維持しつつ、人数を各5人にまで縮小）のどちらかの案で人数を減らす。
- 最低賃金委員会の傘下組織である「専門委員会」の機能拡大

現在は「生計費専門委員会」（労使公各4人の計12人で構成）と「賃金水準専門委員会」（労使公各5人の計15人で構成）の2つが設置されている。
改編案では「賃金水準専門委員会」と「制度改善専門委員会」の2つを設置して、前者は本会議にかける前段階で労働者側と使用者側との最低賃金額要求案を最大限調整する役目を担い、後者は業種別適用の可否やプラットフォーム従事者などの特殊形態従事者への最低賃金適用といった制度的課題を議論の役割を担う。また、両者委員会の構成人数については案1の「専門家中心方式」で労使公各3人の計9人、案2の「労使公規模縮小方式」では労使公各2人の計6人としている。
- 最低賃金算出基準の見直し

現行では、労働者の生計費、労働生産性、所得分配率などの指標を総合的に判断して決定している。改編案では、それらに加えて経済成長率や物価上昇率などの指標を追加することを提案している。
- 業種別区分適用の実現可否

現行では、全国一律の最低賃金額であるが、改編案では業種ごとに異なる最低賃金を適用することは可能との見解を示している。具体的には、特定の業種が労使間の合意のもとに最低賃金額を定めた場合、それを最低賃金委員会が審査・承認する方式を提案している。その際、対象となる業種や労働者の範囲、異なる額とする根拠を明確にすることが求められる。
背景には、文在寅政権時の2018年及び2019年に大幅な最低賃金の引き上げが実施された際の経済悪化だけでなく中小企業の経営にも悪影響があったため、中小企業などは支払能力の限界を訴え、業種別適用を主張するようになり、毎年最低賃金委員会において主要な争点の一つとなっていることにある。
雇用労働部はこの改編案を元にさらなる制度改編案を作成する方針である。ただし、実際に上記の案に基づいた制度が適用されるには法改正が必要となるため、より時間を要する見通しとなっている。

## 最低賃金制度
| 年度                | 2019年 | 2020年 | 2021年 | 2022年 | 2023年 | 2024年以降 |
| 定期賞与            | 25 %   | 20 %   | 15 %   | 10 %   | 5 %    | 0 %        |
| 現金支給 福利厚生費 | 7 %    | 5 %    | 3 %    | 2 %    | 1 %    | 0 %        |

韓国の最低賃金は全国一律で適用されている。
2018年5月に改定された最低賃金法により、毎月1回以上定期的に支給される賃金のうち、賞与と現金で支給される福利厚生費の一部が最低賃金に算入されることとなった。しかし、2月以上の周期で支給する賞与等は最低賃金に算入することが出来ない。この比率は右の表のように段階的に縮小され、2024年以降は全額が最低賃金に算入されることとなった。
ただし、最低賃金の算入範囲の拡大を理由に、賃金総額を以前よりも引き下げることは違法である。
また、2019年1月1日からの最低賃金10.9 %引き上げに伴い、政府は、賞与等を毎月支給に変更すると、最低賃金違反に該当しない企業に限り、猶予期間を与えることとした。賃金制度変更のために就業規則の改正が必要な場合は最長3カ月、団体協約の改正が必要な場合は最長6カ月（3カ月＋必要に応じて3カ月追加）、労働基準監督の指示に基づき自律的是正期間（猶予期間）を付与する。
ただし、時給制アルバイトのように、最低賃金額のみを受け取る低賃金労働者に関する最低賃金違反の場合、猶予期間は適用されない。
また、韓国の勤労基準法は、使用者に対し、週15時間以上働く労働者に対して、1週間に平均1回以上の有給休日を保障するよう義務づけている。つまり、週休日に働かなくとも1日分の賃金（週休手当）を受給できる。例えば、1日8時間・週5日勤務の場合、週40時間に週休時間8時間を加えた48時間分の賃金を受け取ることが出来る。
更に一部の大企業においては、法定週休日の他、労使合意に基づき、さらに1日（4時間または8時間）を約定有給休日としており、法定週休日と合わせると、実際の労働時間よりも12 - 16時間分多い賃金を受給できる。
また2019年の改正施行令により、最低賃金の時給換算の計算の際、法定週休日は含めることはできるが、労使合意に基づいて決めた約定有給休日は、計算に含まれない。その場合、月当たりの最低賃金額は、法定週休日だけの時間を加えた209時間を基準とした月額となる。

## 減額・適用除外
- 減額適用
  - 修習使用期間中は最賃額の90 %適用の減額措置あり（1年未満の契約労働者除く）。
- 適用除外
  - 同居する親族のみを使用する事業及び家事使用人
  - 精神又は身体の障害により労働能力が著しく低い者
  - その他最賃適用が適当でないと認められる者

また、韓国軍の徴兵された一般兵士（二等兵）の月給は、60万ウォン（2023年時点）である。この金額は最低賃金をはるかに下回る。元大統領の文在寅は2022年までに徴集兵の給料を最低賃金の半分まで増額すると公約していたが達成できていない。そして、2022年5月10日に大統領に就任した尹錫悦は就任前の公約で月給200万ウォンに引き上げることをFacebookに2022年1月9日に発表していたが、就任後は、財政状況を理由に公約とは違う形で2025年までに150万ウォン（約15万7000円）ほどに引き上げ、政府支援金を加えて月の実質支給額を205万ウォンほどにするという形の案に変更されている。

## 履行保証
低賃金の履行監督は、労働監督官により行われている。
労働監督官は、最低賃金法以外にも、勤労基準法や男女雇用平等法など16種類の労働に関する法令の監督を行っている。
2015年現在、労働監督官数は1,696人。内訳は、労働改善指導官1,256人、産業災害予防指導官392人、雇用労働部本部勤務48人である。

### 労働監督官の権限
労働監督官は、以下のことを権限として、行うことが出来る。
- 事業所、寮その他付属建物の臨検
- 帳簿、書類の提出の要求
- 使用者及び労働者に対する尋問

また、医師である労働監督官または労働監督官から委嘱を受けた医師は、就業を禁止させるべき病気に罹患していると疑われる労働者の検診を行うことができる。
この他、労働監督官は、労働関係法令違反の罪に関して司法警察官の職務を遂行する。
すなわち、刑事訴訟法に定められた取締り、逮捕、押収、検証など強制処分を含む全ての職務を執行する。また、監督組織は本部と47の地方官署から成る。

### 労働監督官の業務
労働監督官の主たる業務は、以下の3つある。
- 法定労働条件を保障するための職務
- 勤労基準法及びその他の労働関係法令違反の罪に対する捜査等司法警察官としての職務
- 違反事項に対してはこれを摘発し、是正または制裁すること

そして、労働者の基本的な労働条件保護のための権利救済業務として重要な業務である事業所監督には「定期」「特別」「随時」の3つの区分がある。
- 定期監督：事業所労働監督総合計画により実施する。
- 特別監督：労働関係法令違反事実を捜査するため実施する。
- 随時監督：法令の制定・改正、社会的要求により随時実施する。

労働監督官による監督対象の事業所は労働者が1人以上の事業所で、2014年現在、約169万事業所である。対象労働者総数は約1,474万人である。
その他にも、「申告事件の処理」「法令に関する質問の回答」「許認可及び承認」「就業規則の審査」「労働動向の把握」なども労働監督官の業務に含まれる。

### 取締り及び監督
2014年の処理業務量は、申告事件数336,308件、監督事業所数24,281カ所、許認可及び承認件数18,071件、未払い賃金清算支援人数112,870人であった。
2014年時点で労働監督官1人当りの担当事業所数は1,571カ所、担当労働者数は13,727人、申告事件処理数は353件である。
特に近年、増加した業務のひとつが未払い賃金の処理業務で、2014年の未払い賃金件数は195,783件で、2007年より44,000件増加した。
また、2009年に15,625件だった最低賃金の違反件数は、2015年には1,502件に激減しているが、労働者が申告した最低賃金の違反件数は、2012年の717件から2014年には1,685件までむしろ増加している。
しかしながら、最低賃金の未満率は、後述するように2012年を境に増加している。その状況にもかかわらず、最低賃金の違反件数が減少しているのは、最低賃金に対する摘発・監督体制に問題があることを意味する。
更に、最低賃金に違反した企業に対する処罰件数は2015年時点で19件（違反件数の1.3 %：司法処理310件、罰金刑9件）にすぎない。このように処罰件数が少ない理由は、最低賃金に違反した企業には「是正命令」を出して、滞納賃金を労働者に払うことで、処罰されずに済むからである。そのため、｢運悪く摘発されたら、その際に対応すればいい｣という意識を企業に広げた可能性が高い。

### 監督官の業務状況の変化
2000年以降、多様な関係法令の適用により、労働監督官の業務が拡大されてきた。
また、労働組合の組織率の低下により、労働者の力が弱まったこともあり、賃金未払いや最低賃金違反等の処理業務等の業務の増加の他、高学歴化、インターネットの普及による労働者の要求の多様化・専門化、更には、違法派遣、社内請負、差別是正といった新たな問題の出現により、監督官業務は量の増加に加え、質的な面でも高度化する傾向にある。
しかしながら、それにもかかわらず2010年以降、労働監督官数はほとんど増えていない。

## 最低賃金未満の労働者に関するデータ
最低賃金未満の労働者の割合は、2024年は約12.5%（約276.1万人）であった。2012年（約9.5%）を境に増加していたが、文在寅政権が2018年と2019年に行った急激な最低賃金のの引き上げによる失策を認め、2020年に引き上げ率を大きく抑制した影響か定かではないが、2019年（約16.5%、約338.6万人）をピークに2020年以降は減少傾向である。
- 企業規模別：小さいほど違反率が高まる傾向にある。また、最低賃金未満労働者全体の約4割が、従業員数5人未満の企業に属している。

300人以上：約2.5%（約8.0万人）　100人以上300人未満：約2.8%（約6.1万人） 30人以上100人未満:約5.5%（約23.4万人）
10人以上30人未満:約10.8%（約53.4万人） 5人以上10人未満:約18.8%（約68.7万人） 5人未満:約29.7%（約116.4万人）
- 雇用形態：非正規と日雇いの方が高い傾向にある。正規：約3.7%（約59.7万人） 非正規：約37.3%（約184.6万人） 日雇い：約35.3%（約31.8万人）

- 年齢別：最低賃金未満の労働者を年齢別に見ると、労働市場への進出年齢となる25歳未満の若年層と、反対に労働市場から退出する60歳以上の年齢層で多くなる。特に25歳未満の年齢層では、学生アルバイトによる時間制雇用の最低賃金未満比率が高くなる。しかし、人数では、全体の約47 %が60歳以上である。

20歳未満：約55.3 %（約8.8万人）　20 - 24歳：約30.9 %（約33.5万人） 25 - 29歳：約8.3 %（約19.1万人） 30 - 39歳：約3.9 %（約18.6万人）
40 - 49歳：約5.5 %（約27.2万人） 50 - 54歳：約6.1 %（約16.0万人） 55 - 59歳：約9.6 %（約21.9万人） 60歳以上：約32.5 %（約131.0万人）
- 性別　男性より女性の方が高い　男性：約8.9 %（約105.7万人）　女性：約16.6 %（約170.4万人）

- 学歴　高卒以下と大卒以上で、最低賃金未満の割合が、約4.9倍の差がある。人数は、高卒以下が約8割を占める。

高卒以下：約22.1 %（約215.7万人）  新卒（大卒以上）：約6.0 %（約19.8万人）　大卒以上：約4.5 %（約40.6万人）
- 産業別　産業によって、最低賃金未満労働者の割合が大幅に異なる。一番高い産業の場合、家庭内労働者の約55%が最低賃金未満に対して、鉱業と電気・ガス・熱供給の業界に属する労働者は、ほぼいない状況である。また、宿泊・飲食業は家庭内労働者に次いで高い産業であり、最低賃金未満労働者全体の約18.0 %がこの産業に属している。

上位3種　　家庭内労働者（シェフ、メイド、家庭教師、ベビーシッター等）：約55.1 %（約4.1万人）　宿泊・飲食業：33.9 %（約49.8万人）　農林漁業：32.8 %（約3.5万人）　
下位3種　　 鉱業と電気・ガス・熱供給と外国公務：（0.0 %（それぞれ約0.0万人） ）　
韓国の最低賃金未満率は、G7の中で為替ドルベースで最低賃金の最も高いフランス（最低賃金水準の労働者含め14.6 %、2024年1月時点）に比べて低いが最低賃金に満たない賃金の労働者が多い。このように韓国における未満率が高い理由としては、
1. 最近の景気低迷により大幅な最低賃金の引き上げに対応できない中小・零細企業が増えていること
2. 最低賃金法違反の企業に対する摘発・監督や処罰が適正に行われていないこと

などが考えられる。そのため、最低賃金の未満率を下げるためには、より労働問題に対する監督を強化する必要がある。

## 韓国の最低賃金における効果
2015年、韓国労働研究院のカン・スンボクによれば、2013年までのデータをもとに韓国における最低賃金引き上げの影響について以下のように結論付けている。
- 韓国の最低賃金引き上げは雇用を減少させる効果があるが、その効果は微かなレベルであること。具体的には、最低賃金が10 %増加すると雇用率は0.4 - 0.9 %ほど減少する。
- 最低賃金引き上げに対する雇用減少効果は、若年層では男女差がほとんどみられないが、高年層では男性に比べて女性が大きいこと。これは高年層の場合、女性が男性に比べて解雇されやすいことを意味している。
- 最低賃金を引き上げると、賃金が上昇するが、物価も上昇すること

具体的には、最低賃金が10 %引き上げられた時、賃金全体は全産業ベースで約1 %程度上昇し、物価は全体で約0.2 - 0.4 %ほど上昇させる。
- 最低賃金の引き上げによる物価上昇は、製造業等の他の産業に比べ、サービス業等低賃金労働者が多く働く産業においてより高くなること

一方で、2016年に韓国銀行は、前述の最低賃金に対する摘発・監督体制に問題があることを理由に、最低賃金の引き上げびよって、労働者全体に対して、賃金上昇する可能性が大きくないと評価している。更には、平均賃金と最低賃金間の相関関係の分析でも相関係数が0.2に過ぎず、ほとんど相関がないことが分かったという。